# Drilonereis quadricuspis
Drilonereis quadricuspis är en ringmaskart som beskrevs av Grube 1878. Drilonereis quadricuspis ingår i släktet Drilonereis och familjen Oenonidae. Inga underarter finns listade i Catalogue of Life.